# ロナルド・ライト
ロナルド・ラモン・ライト（Ronald Lamont Wright、1971年11月26日 - ）は、アメリカ合衆国の元プロボクサー。ワシントンD.C.出身。元WBAスーパー・WBC・IBF世界スーパーウェルター級統一王者。元WBO世界スーパーウェルター級王者。
「Winky (ウィンキー)」の愛称をもっており、愛称を冠して"ウィンキー"ライトと呼ばれることもある。

## 来歴

### スーパーウェルター級時代
1990年10月16日に18歳でプロデビューする。25戦無敗のまま1994年8月21日にフリオ・セサール・バスケスの持つWBA世界スーパーウェルター級王座に挑戦するが、0-3判定で敗れた。
1995年2月4日、空位のNABF北米スーパーウェルター級王座を獲得。
1996年5月17日、ブロンコ・マッカートの持つWBO世界スーパーウェルター級王座に挑戦し、2-1の僅差判定で勝利し、王座を獲得した。同王座は3度防衛に成功したが、1998年8月22日にナミビアのハリー・サイモンに0-2判定で敗れて王座から陥落した。
1999年12月4日にフェルナンド・バルガスの持つIBF世界スーパーウェルター級王座に挑戦するが、0-2の僅差の判定で敗れて王座獲得に失敗した。しかし、2001年10月12日には空位のIBF世界スーパーウェルター級王座を獲得し、同王座を4度防衛。
この頃からロナルド・ライトの名前は徐々に売れ始め、2004年3月13日にシェーン・モズリーとWBA・WBC・IBF世界スーパーウェルター級王座統一戦というビッグマッチを行い、これに判定で勝利した。モズリーとは同年11月20日にリターンマッチとしてWBAスーパー・WBC世界スーパーウェルター級タイトルマッチが行われたが、ライトはこれにも判定で勝利する。ライトはこの勝利後、WBA世界スーパーウェルター級スーパー王座とWBC世界スーパーウェルター級王座を返上しミドル級に階級を上げる。

### ミドル級時代
ミドル級に上げたあとの初戦は2005年5月14日に行われたフェリックス・トリニダード戦であった。一度は引退していたトリニダードは、この試合が現役復帰後2戦目であったため大いに注目されたが、ライトは3-0の大差判定で勝利し、WBC世界ミドル級王座への指名挑戦権を手に入れた。
同年12月10日にはIBFの指名挑戦権も手に入れ、2006年6月17日にWBC・WBO世界ミドル級王者ジャーメイン・テイラーに挑戦するも、1-1の判定ドローで王座獲得ならず。
2007年7月21日、元WBAスーパー・WBC・IBF・WBO世界ミドル級王者バーナード・ホプキンスと170ポンドのキャッチウェイトで対戦し、0-3（112-116、111-117、111-117）の判定負けを喫した。
2009年4月11日、1年8か月ぶりの試合でポール・ウィリアムスと対戦し、0-3（108-120、109-119、109-119）の大差の判定負けを喫した。

### 引退表明
2012年6月2日、3年ぶりとなる試合でピーター・クイリンと対戦し、0-3（91-98、91-98、92-97）の判定負けを喫し、同月5日、現役引退を表明した。

## 獲得タイトル
- NABF北米スーパーウェルター級王座
- USBA全米スーパーウェルター級王座
- WBO世界スーパーウェルター級王座
- IBF世界スーパーウェルター級王座
- WBC世界スーパーウェルター級王座
- WBA世界スーパーウェルター級スーパー王座